# ½ Prince
½ Prince — китайская маньхуа, придуманная Юй Во и нарисованная Цай Хунчжуном (Чой Хонгчонгом), а также одноимённый цикл девяти новелл, написанных Юй Во, которые публиковались издательством Ming Significant Cultural на территории Тайваня с 4 октября 2004 года по 15 августа 2005 года. Действие происходит в XXII веке.

## Сюжет
В будущем компьютерные технологии достигнут достаточного уровня, чтобы человек имел возможность окунуться в виртуальный мир, в котором уровень реализма достигает 99 % помимо этого имеется возможность соединить все органы чувств с виртуальным миром, таким образом полностью «окунувшись в него». Молодой Фэн Лань надоело, что ей, как девушке, всё время делают поблажки, и она решает создать нового игрового аватара, которым оказывается молодой и прекрасный принц. В игре она быстро собирает команду и участвует в турнирах, постепенно набирая большую популярность… среди девушек. Фэн постепенно становится тяжелее скрывать, что в реальности она сама девушка. По мере развития сюжета Принц должен остановить NPC по имени «Владыка жизни», который осознал себя и намеревается избавить игру от управляемых персонажей.

## Критика
Согласно обзору представителя сайта anime-planet.com главной особенностью сюжета является то, как девушка/главная героиня превращается в идеального бисёнэна, персонажи также не стереотипны. Хотя сюжет изобилует сражениями и некоторые моменты становятся жестокими, читатель должен получить удовольствие от прочтения маньхуа. В общем маньхуа набрала рейтинг 4,4 из 5.